# 杜拉赫河 (高萊茵支流)
47°46′50″N 8°34′49″E / 47.78056°N 8.58028°E

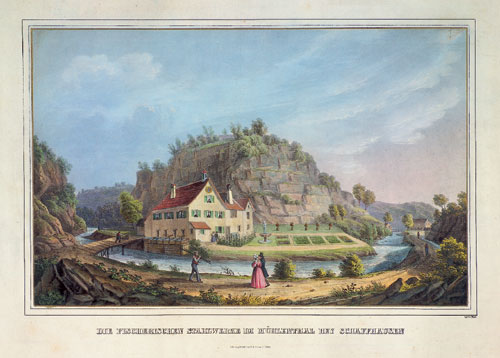

杜拉赫河是瑞士的河流，位於該國北部，流經沙夫豪森州，屬於高萊茵的右支流，處於蘭登山地區，河道全長15.2公里，河口處在沙夫豪森以西。